# Max Gemminger
Max Gemminger (* 22. Januar 1822 in München; † 18. April 1887 ebenda) war ein königlich-bayerischer Konservator und Entomologe.

## Leben
Max Gemminger war der Sohn eines königlich-bayerischen Oberaufschlägers. Er besuchte die Lateinische Schule zu Regensburg, ab 1834 die Königliche Lateinische Schule in München, studierte an der Universität München, promovierte in München zum Dr. med. und war anschließend am Gabinetto Zoologico-Zootomico in Triest tätig, wo er die Aufgabe der Aufstellung einer wissenschaftlichen Sammlung übernahm. Auf Veranlassung des 1848 verstorbenen Anatomen und Physiologen Michael Pius Erdl wurde er zurückberufen und im Jahr 1849 bei der zoologischen Sammlung der Universität unter dem Vorstand Andreas Wagner sowie bei der zoologisch-zootomischen Sammlung des Staates (heutige Zoologische Staatssammlung München) unter dem I. Konservator Gotthilf Heinrich von Schubert, dem II. Konservator Andreas Wagner und dem Adjunkten Johannes Roth  als Assistent angestellt. Im Jahr 1864 wurde er unter Carl Theodor von Siebold Adjunkt. Max Gemminger widmete sich bis zu seiner Pensionierung im Jahre 1886 intensiv den Coleopteren, stellte in München die zum Teil heute noch bestehende »Alte Sammlung« auf und veröffentlichte zusammen mit seinem Freund Edgar von Harold in der Zeit von 1868 bis 1874 den zwölfbändigen "Catalogus coleopterorum hucusque descriptorum synonymicus et systematicus", der 77.008 Arten umfasst und das zu seiner Zeit modernste zusammenfassende Käferwerk der Welt bildete. 
In der Entomologie ist er unter anderem Erstbeschreiber von Pyrota mutata Gemminger, 1870, einem Käfer aus der Familie der Ölkäfer (Meloidae) sowie von Syzeton undatus Gemminger, 1870, einem Käfer aus der Familie der Baummulmkäfer (Aderidae).
Er war seit 1848 Mitglied des unter dem Vorsitz von Gottlieb August Herrich-Schäffer stehenden Zoologisch-mineralogischen Vereins in Regensburg und war Mitglied des 1848 gegründeten und seit 1849 unter dem Vorsitz von Leopold Johann Nepomuk von Sacher stehenden Naturhistorischen Vereins „Lotos“ in Prag. Er war seit 1852 auswärtiges Mitglied der unter der Präsidentschaft von Richard von Khevenhüller-Metsch stehenden Kaiserlich-Königlichen Zoologisch-Botanischen Gesellschaft in Wien und war weiterhin Mitglied des von Carl August Dohrn geführten Entomologischen Vereins zu Stettin und des 1876 gegründeten unter dem Vorsitz von Edgar von Harold und wenig später Eduard Steinheil stehenden Münchener Entomologischen Vereins. Im August 1878 übernahm Max Gemminger das Amt des Vorsitzenden des Münchener Entomologischen Vereins.
Er wurde auf dem Alten Nördlichen Friedhof in München bestattet.

## Schriften (Auswahl)
- Elektrisches Organ von Mormyrus und Schwanzskelet von Eryx. Dissertatio inauguralis, Wolf, München 1847 (Digitalisat)
- Systematische Übersicht der Käfer um München. Ein Beitrag zu den Localfaunen Deutschlands. Mauke, Jena 1851 (books.google.de)
- mit Johann Fahrer: Fauna Boica. Naturgeschichte der Thiere Bayerns vom zoologischen, vergleichend anatomischen und ökonomischen Standpunkte. I. Band, Die Ordnungen, Familien und Gattungen der Säugethiere. Kaiser, München 1851–1853  (books.google.de)
- mit Edgar von Harold: Catalogus coleopterorum hucusque descriptorum synonymicus et systematicus. Tom. I, Gummi, Monachii 1868 (biodiversitylibrary.org)
- mit Edgar von Harold: Catalogus coleopterorum hucusque descriptorum synonymicus et systematicus. Tom. II, Gummi, Monachii 1868 (biodiversitylibrary.org)
- mit Edgar von Harold: Catalogus coleopterorum hucusque descriptorum synonymicus et systematicus. Tom. III, Gummi, Monachii 1868 (biodiversitylibrary.org)
- mit Edgar von Harold: Catalogus coleopterorum hucusque descriptorum synonymicus et systematicus. Tom. IV, Gummi, Monachii 1869 (biodiversitylibrary.org)
- mit Edgar von Harold: Catalogus coleopterorum hucusque descriptorum synonymicus et systematicus. Tom. V, Gummi, Monachii 1869 (biodiversitylibrary.org)
- mit Edgar von Harold: Catalogus coleopterorum hucusque descriptorum synonymicus et systematicus. Tom. VI, Gummi, Monachii 1869 (biodiversitylibrary.org)
- mit Edgar von Harold: Catalogus coleopterorum hucusque descriptorum synonymicus et systematicus. Tom. VII, Gummi, Monachii 1870 (biodiversitylibrary.org)
- mit Edgar von Harold: Catalogus coleopterorum hucusque descriptorum synonymicus et systematicus. Tom. VIII, Gummi (Beck), Monachii 1871 (biodiversitylibrary.org)
- mit Edgar von Harold: Catalogus coleopterorum hucusque descriptorum synonymicus et systematicus. Tom. IX, Gummi (Beck), Monachii 1872 (biodiversitylibrary.org)
- mit Edgar von Harold: Catalogus coleopterorum hucusque descriptorum synonymicus et systematicus. Tom. X, Beck, Monachii 1873 (biodiversitylibrary.org)
- mit Edgar von Harold: Catalogus coleopterorum hucusque descriptorum synonymicus et systematicus. Tom. XI, Beck, Monachii 1874 (biodiversitylibrary.org)
- mit Edgar von Harold: Catalogus coleopterorum hucusque descriptorum synonymicus et systematicus. Tom. XII, Ackermann, Monachii 1874 (biodiversitylibrary.org)